# Tove Fergo
Tove Fergo (født 24. september 1946, i København, død 4. oktober 2015) var dansk præst samt politiker for Venstre og på den baggrund kirkeminister 2001-2005.
Hun var folketingsmedlem for Venstre, valgt i Københavns Amtskreds fra 21. september 1994 til 8. februar 2005. Hun var kirkeminister i regeringen Anders Fogh Rasmussen I fra 27. november 2001 til 18. februar 2005.
Tove Fergo gik på Jagtvejens Skole på Nørrebro, blev student fra Københavns Studenterkursus 1965 og cand.theol. fra Københavns Universitet 1972. Hun var sognepræst ved Simon Peters Kirke på Amager fra 1973.
Hun var Venstres kandidat i Rådhuskredsen 1988-90 og i Gentofte- og Hellerupkredsene fra 1990, og 1990-1998 medlem af Københavns Borgerrepræsentation.
Tove Fergo er begravet på Sundby Kirkegård.